# 모리쇼지역
모리쇼지역(일본어: 森小路駅)은 일본 오사카부 오사카시 아사히 구에 위치한 게이한 전기철도 게이한 본선의 역이다. 역 번호는 KH 07이다.

## 역사
- 1931년 10월 14일: 게이한 본선의 가모(현, 교바시)역 ~ 모리구치 (현, 모리구치시)역간 전용궤도화와 동시에 신모리쇼지역으로 영업 개시.
- 1933년 12월 29일: 복선화.
- 1942년 4월 1일: 신모리쇼지 역을 모리쇼지역으로 역명 변경.
- 1943년 10월 1일: 회사 합병.
- 1944년 2월 5일: 구간 급행의 정차 개시.
- 1949년 12월 1일: 회사 분할.
- 1988년 3월 하순: 개찰구와 중앙광장 개장.
- 1992년 3월: 8량화에 대응하기 위한 승강장 확장 공사가 완성.
- 1995년 7월 1일: 요도야바시 행 승강장의 대합실 냉방화.
- 2009년
  - 7월: 엘리베이터 설치공사에 부수하고, 화장실을 교토 행 승강장으로 이전함.
  - 12월: 승강장에 이상통보장치를 설치함.
- 2011년 5월 30일: 엘리베이터 및 다목적화장실 사용 개시.

## 역 구조
섬식 승강장 2면 4선의 구조이지만 안쪽의 2선은 통과선(A선)인 관계로 울타리로 칸막이가 되어 있고, 외측 2선(B선)만 취급한다. 고가역이고 승강장은 2층에서 개찰구는 1층의 동서로 1개씩 설치되어 있어 계단이나 엘리베이터로 이동하게 된다. 1층 개찰 내에는 남녀별의 화장실과 오스토 메이트, 휠체어 대응하고 아기 침대 등을 갖춘 다목적 화장실이 설치되어 있다.

### 승강장
| 번호 | 노선          | 방향 | 행선                                            |
| ---- | ------------- | ---- | ----------------------------------------------- |
| 1    | ■ 게이한 본선 | 상행 | 모리구치시・히라카타시・산조・데마치야나기 방면 |
| 2    | ■ 게이한 본선 | 하행 | 교바시・요도야바시・나카노시마 방면             |

※ 두 승강장의 유효 길이는 8량 편성이다. 2008년 3월 승강장 번호 표시가 부여되었다.

## 이용 현황
| 연도별 1일 평균 하차 승차 인원 | 연도별 1일 평균 하차 승차 인원 | 연도별 1일 평균 하차 승차 인원 | 연도별 1일 평균 하차 승차 인원 |
| 연도                           | 특정일                         | 특정일                         | 1일 평균 승차 인원             |
| 연도                           | 하차 인원                      | 승차 인원                      | 1일 평균 승차 인원             |
| ------------------------------ | ------------------------------ | ------------------------------ | ------------------------------ |
| 1995년                         | 17,520                         | 8,770                          | 10,475                         |
| 1996년                         | -                              | -                              | 9,349                          |
| 1997년                         | -                              | -                              | 8,733                          |
| 1998년                         | 15,843                         | 8,021                          | 8,396                          |
| 1999년                         | -                              | -                              | 8,464                          |
| 2000년                         | 14,626                         | 7,318                          | 8,263                          |
| 2001년                         | -                              | -                              | 7,655                          |
| 2002년                         | 14,205                         | 7,111                          | 7,454                          |
| 2003년                         | 14,237                         | 7,169                          | 7,438                          |
| 2004년                         | 13,586                         | 6,783                          | 7,265                          |
| 2005년                         | 13,552                         | 6,825                          | 7,248                          |
| 2006년                         | 13,765                         | 6,877                          | 6,870                          |
| 2007년                         | 12,469                         | 6,299                          | 7,111                          |
| 2008년                         | 12,190                         | 6,145                          | 6,473                          |
| 2009년                         | 11,619                         | 5,814                          | 6,313                          |
| 2010년                         | 11,254                         | 5,660                          | 5,997                          |
| 2011년                         | 11,051                         | 5,506                          | 5,763                          |
| 2012년                         | 10,782                         | 5,415                          | 5,686                          |
| 2013년                         | 10,628                         | 5,318                          | 5,712                          |
| 2014년                         | 10,392                         | 5,206                          | 5,655                          |
| 2015년                         | 10,434                         | 5,197                          | 5,519                          |

## 역 주변
- 아사히 신모리 우체국
- 슈퍼 내셔널 모리쇼지점
- 신모리 상점가
- 신모리 공원

## 인접역
| 게이한 전기철도 ■ 게이한 본선 | 게이한 전기철도 ■ 게이한 본선 | 게이한 전기철도 ■ 게이한 본선   |
| ----------------------------- | ----------------------------- | ------------------------------- |
| KH06 세키메 요도야바시 방면   | ■ 보통                        | 센바야시 KH08 데마치야나기 방면 |